# Power de Birmingham
Pour les articles homonymes, voir Power.
Le Power de Birmingham (en anglais : Birmingham Power) était une franchise de basket-ball féminin de la ville de Birmingham (Alabama), appartenant à la NWBL. La franchise a disparu en 2005.

## Palmarès
- Finaliste de la NWBL : 2001

## Joueuses célèbres ou marquantes
- Coco Miller
- Kelly Miller